# Bugac-poesta
De Bugac-poesta ligt in Zuid-Hongarije in het Bács-Kiskun-comitaat, en is een onderdeel van het Nationaal Park Kiskunság. Het park ligt nabij het dorp Bugac. Het Bugacpark ligt in de poesta tussen de steden Kecskemét, dat 22 km noordelijker ligt, 25 km van het zuidelijk gelegen Soltvadkert en op 12 km van het oostelijk gelegen Kiskunfélegyháza.
Vanuit Kecskemét en Kiskunfélegyháza worden tochten naar deze poesta georganiseerd.
Een klein museum toont herderskleding en oude gebruiksvoorwerpen. Ook vindt men er gegevens over de flora en fauna van het gebied. In de omgeving worden ruiterspelen gehouden.

## Afbeeldingen

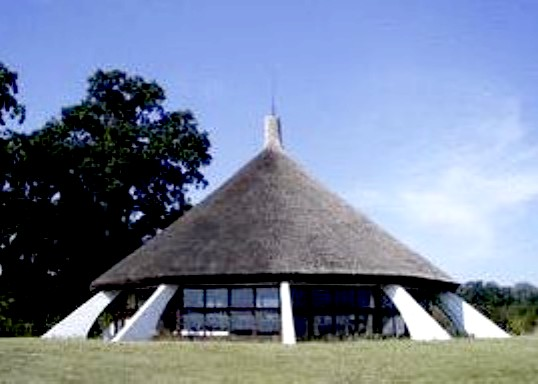
Herdersmuseum
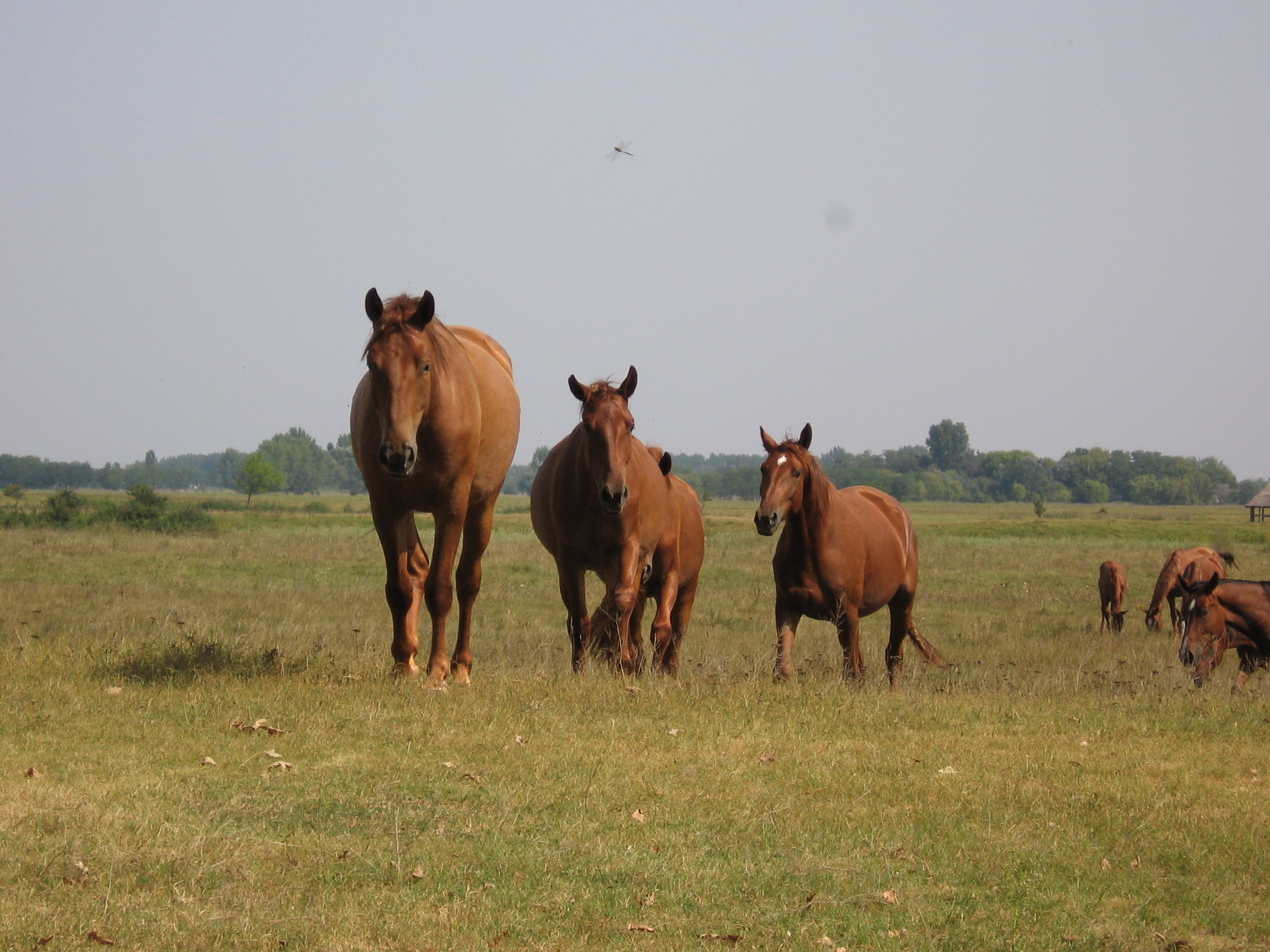
Een kudde paarden
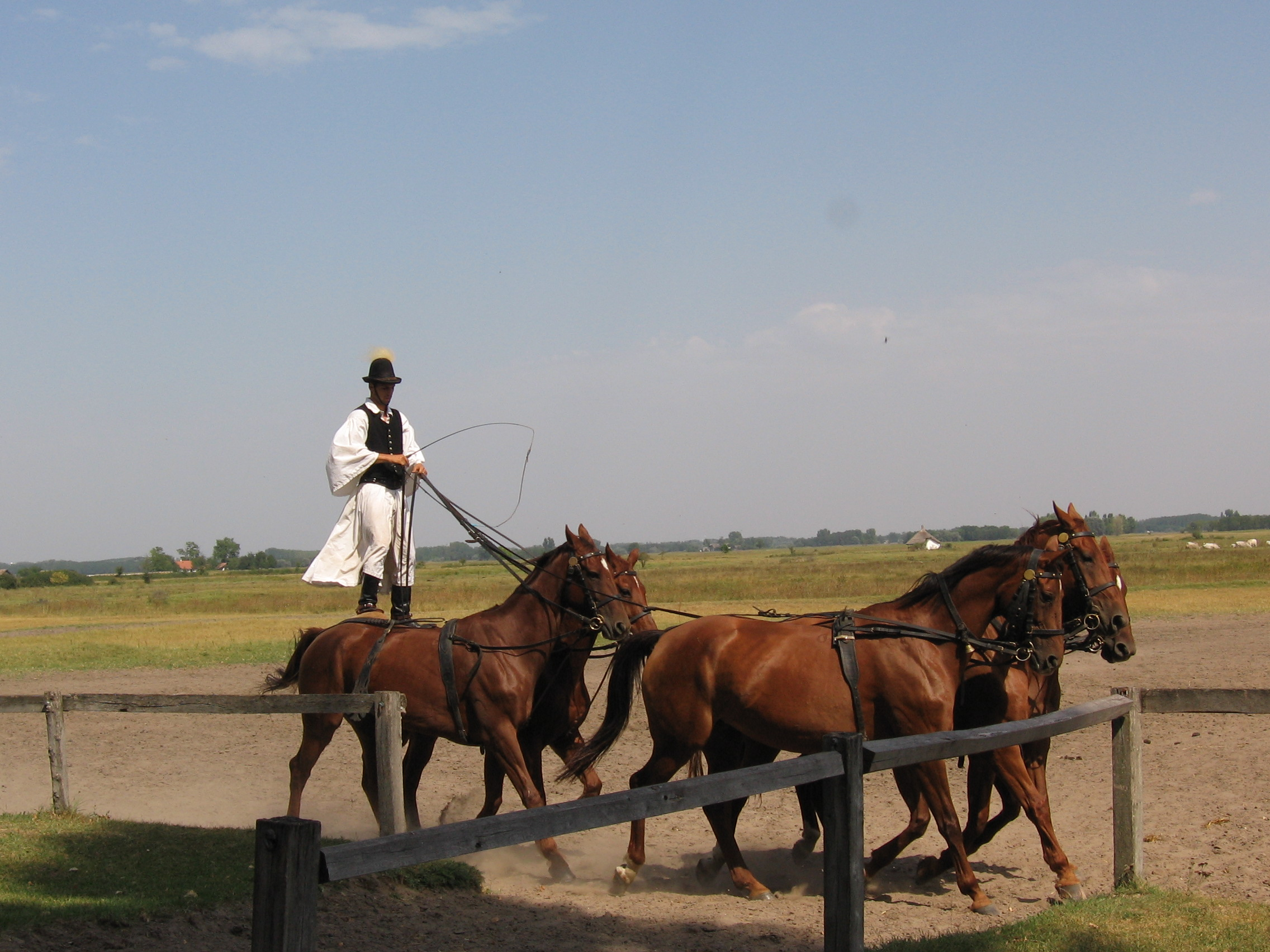
Hongaarse post
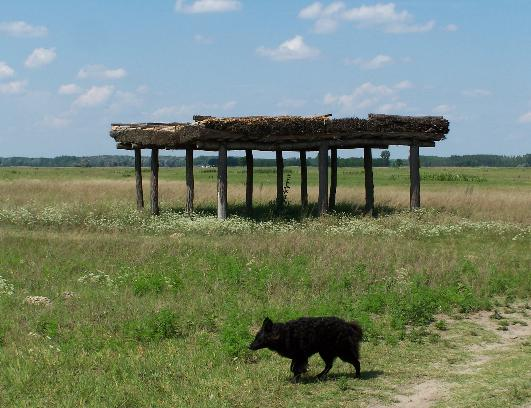
Vluchtstal op de poesta